# Anadema
Anadema is een geslacht van weekdieren uit de klasse van de Gastropoda (slakken).

## Soort
- Anadema macandrewii (Mörch, 1868)